# Beautiful Sunday
Beautiful Sunday („Schöner Sonntag“) ist ein Lied des britischen Komponisten und Sängers Daniel Boone aus dem Jahr 1972.

## Entstehung und Veröffentlichung
Beautiful Sunday wurde vom Interpreten selbst, zusammen mit Koautor Rod McQueen, getextet und komponiert. Für die Produktion zeichnete Larry Page verantwortlich.
Die Erstveröffentlichung von Beautiful Sunday erfolgte als Single am 25. Februar 1972 bei Penny Farthing Records. Diese erschien als 7″-Single mit der B-Seite Truly Julie (Katalognummer: PEN 781). Im gleichen Jahr erschien es als Teil des gleichnamigen Studioalbums (Katalognummer: PEN 22.696). Im März 1976 erschien eine Neuauflage in Japan mit der B-Seite Sleepy Head bei Discomate (Katalognummer: DSP-3). In Deutschland wurde die Single im Februar 1980, als Teil der „Oldies-Original-Stars“-Reihe, mit einer deutschsprachigen Version zu Beautiful Sunday als B-Seite, aufgelegt (Katalognummer: PEN 100•07•164).

## Rezeption

### Chartplatzierungen
Beautiful Sunday avancierte zum Nummer-eins-Hit in Deutschland. In der Schweiz erreichte das Lied den zweiten Rang und musste sich lediglich One Way Wind von The Cats geschlagen geben. Darüber hinaus erreichte es Rang 15 der US-amerikanischen Billboard Hot 100 sowie Rang 21 im Vereinigten Königreich.
| ChartsChartplatzierungen       | Höchstplatzierung | Wochen |
| ------------------------------ | ----------------- | ------ |
| Deutschland (GfK)              | 1 (23 Wo.)        | 23     |
| Schweiz (IFPI)                 | 2 (13 Wo.)        | 13     |
| Vereinigte Staaten (Billboard) | 15 (20 Wo.)       | 20     |
| Vereinigtes Königreich (OCC)   | 21 (10 Wo.)       | 10     |

| ChartsJahrescharts (1972) | Platzierung |
| ------------------------- | ----------- |
| Deutschland (GfK)         | 13          |

### Auszeichnungen für Musikverkäufe
| Land/Region        | Auszeichnungen für Musikverkäufe (Land/Region, Auszeichnung, Verkäufe) | Verkäufe |
| ------------------ | ---------------------------------------------------------------------- | -------- |
| Deutschland (BVMI) | Gold                                                                   | 500.000  |
| Insgesamt          | 1× Gold ·                                                              | 500.000  |

## Trivia
Fans des schottischen Fußballclubs Dundee United singen es bei Heim- und Auswärtsspielen.